# Giovanni Mazone

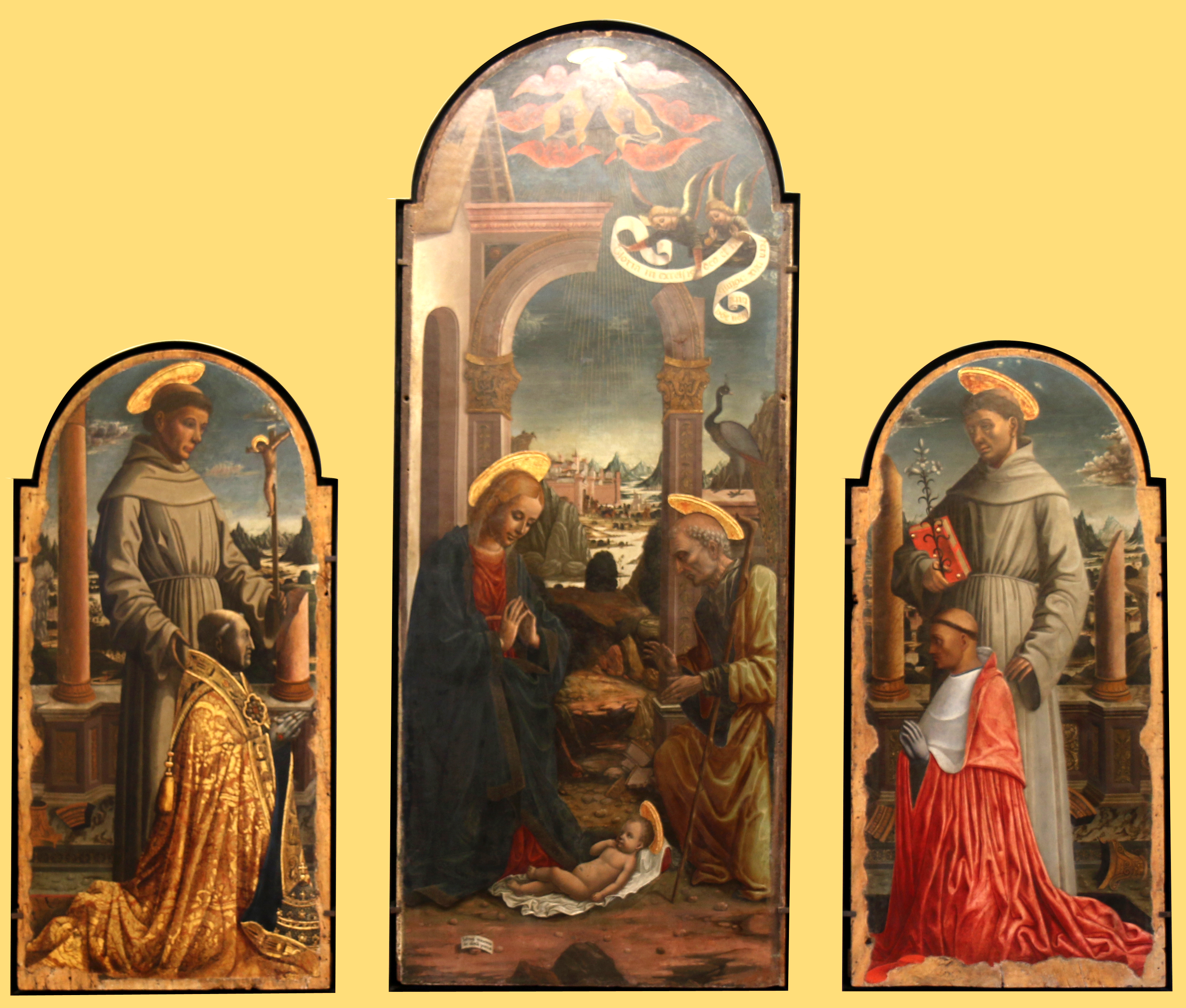
Giovanni Mazone, Della Rovere Triptychon, um 1490

Giovanni Mazone war der bedeutendste Vertreter einer Malerfamilie, die ursprünglich aus Alessandria stammte und nach ihrer Übersiedlung nach Genua zu Beginn des 15. Jahrhunderts eine herausragende Rolle im ligurischen Kulturleben spielte. Die erste Nachricht über die Künstlerfamilie datiert vom 8. Januar 1414, als Guirardo Mazone „de Alexandria pictor“ die Absicht äußerte, sein Haus im Genueser Stadtteil S. Agnese Giovanni Verrando aus Savona zu schenken. 1434 war er zusammen mit Giovanni Mazone in Savona als Maler und zusammen mit Antonio da Bologna an der Ausführung der verlorenen Dekoration des Palazzo Pubblico in Savona beteiligt. Das Todesdatum ist ebenfalls unbekannt, liegt aber nach dem 16. Mai 1463, als Giovanni Mazone in einer Urkunde als Sohn des „quondam Iacobi“ erscheint.

## Werk
Das erste dokumentierte Werk von Giovanni Mazone stammt aus dem Jahr 1463: ein Relief für den Altar einer Kapelle in der Kathedrale von Genua. Bei diesem Auftrag lernte er Vincenzo Foppa kennen, der seinen Stil beeinflusste. Im Jahr 1476 erhielt er einen weiteren Auftrag zur Renovierung des Hauptaltars der Kathedrale. Seine Werkstatt spezialisierte sich auf die Herstellung von Holzrahmen für Polyptychen und war sehr produktiv.
Mitte der 1460er Jahre schuf er ein mit vergoldeten Reliefs reich verziertes Polyptychon des heiligen Nikolaus. Sein Polyptychon der Verkündigung, das sich heute in Santa Maria di Castello befindet, zeigt vor allem in der Darstellung der Mitteltafel Einflüsse der niederländischen Malerei. Ein anderes Polyptychon, die Madonna mit Kind auf dem Thron und den vier Evangelisten, zeigt sowohl niederländische als auch provenzalische Einflüsse. Sein einziges signiertes und datiertes Werk, Noli me tangere, entstand wahrscheinlich gleichzeitig mit dem Triptychon der Geburt Christi.
Ab den 1480er Jahren verbesserte sich unter dem Einfluss von Vincenzo Foppa die Perspektive in seinen Werken, was in Gemälden wie Madonna mit Kind auf dem Thron und San Marco mit vier Heiligen zum Ausdruck kommt. Seine Geburt Christi, 1489 für die Sixtinische Kapelle gemalt, zeigt eine Abkehr von niederländischen Einflüssen hin zu einem paduanischen Stil. Auftraggeber war Giuliano della Rovere, der spätere Papst Julius II.